# Вірую в любов
Вірую в любов (рос. Верую в любовь) — радянський художній фільм 1986 року, знятий на кіностудії «Мосфільм».

## Сюжет
Своєрідне продовження популярного фільму 1942 року «Хлопець з нашого міста» за п'єсою Костянтина Симонова. Цей Фільм — фантазія про те, як могли б скластися долі Сергія і Варі Луконіної — відважного танкіста і театральної актриси, широко відомих глядачеві за передвоєнною картиною «Хлопець з нашого міста». У фільмі використовується хронікальний матеріал з фільмів минулих років за участю Л. Смирнової і М. Крючкова.

## У ролях
- Лідія Смирнова — Варвара Андріївна Луконіна, актриса театру
- Микола Крючков — Сергій Луконін, генерал-майор
- Любов Соколова — Анна Михайлівна, мати хлопчиків, які загубилися
- Володимир Канделакі — Вано Гуліашвілі
- Олександр Голобородько — Олексій, конструктор танків, син Луконіна, чоловік Олени, батько Ксенії
- Валентина Титова — Олена Василівна Луконіна, модельєр, дружина Олексія, мати Ксенії
- Лілія Захарова — Наталка, дочка Луконіна, мати Катьки
- Олексій Поляков — Костянтин, моряк, син Луконіна, батько Андрія, чоловік Ніни
- Олена Валюшкина — Ксенія, студентка, дочка Олексія і Олени
- Олег Штефанко — Володя, військовий льотчик, залицяльник Ксенії
- Вероніка Ізотова — Ірина, програміст конструкторського бюро, закохана в Олексія
- Світлана Шершньова — Ніна, судновий лікар, дружина Олексія, мати Андрія
- Михайло Яковлєв — Андрій, онук Луконіна, син Костянтина і Ніни
- Катерина Александрова — Катька, дочка Наташі, внучка Луконіна
- Микита Романенко — ад'ютант
- Валентина Березуцька — Олександра Петрівна Козлова, прибиральниця в театрі
- Марія Скворцова — біженка
- Лариса Кронберг — Тамара Федорівна, голова профкому театру
- Валентина Ушакова — Олена Іванівна, костюмер
- Степан Крилов — біженець
- Володимир Протасенко — капітан Шипунов
- Михайло Чигарьов — ведучий передачі «Згадують ветерани»
- Василь Смоленський — хлопчик, що загубився
- Павло Шаповал — хлопчик, що загубився
- Юрій Гусєв — Григорій Михайлович, директор театру

## Знімальна група
- Режисер — Олена Михайлова
- Сценарист — Серафима Шелестова
- Оператор — Анатолій Кузнецов
- Композитор — Олександр Гольдштейн
- Художник — Василь Щербак